# Ferenc Herczeg

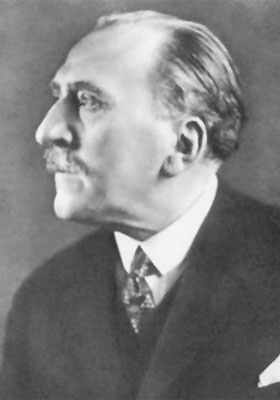
Ferenc Herczeg

Ferenc Herczeg, nume la naștere: Franz Herzog, (n. 22 septembrie 1863, Vârșeț, Regatul Ungariei, Imperiul Austriac – d. 24 februarie 1954, Budapesta, Republica Populară Ungară) a fost un scriitor, dramaturg și ziarist maghiar, membru al Academiei de Științe din Ungaria, cel mai apreciat scriitor al epocii Horthy, redactor șef al săptămânalului literar Új Idők (Timpuri noi), a fost președintele Ligii Revizioniste Maghiare, fondată la 11 august 1927.

## Biografia
Născut într-o familie burgheză înstărită din Vârșeț, învață limba maghiară la școală. Debutează în cariera scriitoricească la începutul anilor 90 al secolului XIX. La începutul carierei scrie romane și proză scurtă, mai târziu se dedică și dramaturgiei. Primul roman îl scrie în timpul detenției sale la închisoarea din Vác, unde își ispășește condamnarea pentru un duel sfârșit cu moartea oponentului său. După eliberarea cu mult înaintea termenului, în anul 1891 devine jurnalist la Budapesti Hírlap (Jurnalul de Budapesta). Dobândește faimă în cercurile literare și succes la publicul cititor surprinzător de repede prin publicarea unui mare număr de nuvele și comedii. Succesele înregistrate îl ambiționează să devină „scriitorul națiunii”. Pornind de la această dorință, începe să publice romane de factură istorică, dar periodic revine la genurile cultivate în tinerețe, scriind proză care are un imens succes pe piața de bestselleruri. Popularitatea sa este amplificată și prin gazeta de mare tiraj Új Idők, pe care o conduce timp de decenii (1895-1945). Odată cu înaintarea în vârstă activitatea sa literară scade, astfel că după cel de al Doilea Război Mondial încetează să mai publice.

## Opere

### volume de nuvele și povestiri
- 1892 Mutamur (Mutamur)
- 1895 Napnyugati mesék (Basme de la Miazănoapte)
- 1896 Az első fecske és egyéb elbeszélések (Prima rândunică și alte povestiri)
- 1898 Az új nevelő és más elbeszélések (Institutorul cel nou și alte povestiri)
- 1901 Arianna (Arianna)
- 1901 Elbeszélések (Povestiri)
- 1904 Elbeszélések (Povestiri)
- 1904 Idegenek között (Printre străini)
- 1905 Böske, Erzsi, Erzsébet (Böske, Erzsi, Erzsébet)
- 1908 Kaland és egyéb elbeszélések (Aventura și alte povestiri)
- 1912 Napváros (Orașul Soare)
- 1917 Tűz a pusztában (Foc în pustietate)
- 1926 Arianna és egyéb elbeszélések (Arianna și alte povestiri))
- 1927 A bujdosó bábuk (Marionete în pribegie)
- 1930 Emberek, urak és nagyurak (Oameni, domni și mari domni)
- 1930 Huszonhat elbeszélés (Douăzecișișase de povestiri)
- 1930 Mink és ők (Noi și ei)
- 1943 Száz elbeszélés (O sută de povestiri)